# アリシア・アシュレー
アリシア・アシュレー（Alicia Ashley、1967年8月23日 - ）は、ジャマイカの元女子プロボクサー、キックボクサー。第4代・第6代WBC女子世界スーパーバンタム級王者。

## 来歴
1999年1月29日、アトランティックシティでのリサ・ハワース戦でデビューし、2-1判定で勝利。しかし、5月20日の2戦目でドリス・ハックルに敗戦。
2002年1月13日、初進出のラスベガスでレイラ・マッカーターと対戦し、引き分け。
2月23日、ケルシー・ジェフリーズと空位のIWBF世界フェザー級王座を争い、2-1判定で辛くも勝利。初タイトル獲得となった。
8月27日、チーベル・ホールバックが持つIBA女子世界スーパーフェザー級王座に挑むが0-3判定負け。
11月15日、マルセラ・アクーニャと空位のWIBF世界スーパーバンタム級王座を争い、2-1判定で勝利。
2003年6月14日の初防衛戦として再戦し、3-0判定勝利。
11月15日、オーストリアでイスター・ショウテンに1-2判定で敗れ2度目の防衛失敗。
2004年3月27日、ションデル・アルフレッドとガイアナでノンタイトルを戦い3-0判定勝利。その後、1年ボクシングを離れてキックボクシングに参戦。
2005年3月26日、エレナ・リードと対戦し、7回TKO勝利。初のKO勝ちであり、現在まで唯一。
5月28日、ドイツでアレシア・グラフとWIBF・GBU世界バンタム級暫定王座を争い、2-1判定で暫定王座獲得。
10月21日、北朝鮮で柳明玉が持つWBC女子世界スーパーフライ級王座に挑むが0-3判定負け。
2006年4月15日、中国で張喜燕と空位のWIBA世界バンタム級王座を争うが、0-3判定負けで初の連敗。
2008年6月12日、リサ・ブラウンが持つIFBA世界スーパーバンタム級王座に挑戦するも、1-2判定負け。
2009年8月20日、アルゼンチン・ブエノスアイレスのエスタディオ・ルナ・パルクでマルセラ・アクーニャが持つWBC女子世界同級王者に挑むが、0-2判定負け。
ニューヨークで2戦を戦って再起後、2011年7月23日にクリスティーナ・ルイスとブロンクスで空位となった同王座を争い、3-0判定でWBCタイトル獲得。スーパーウェルター級のクリスティ・マーティンが持っていた43歳1ヶ月を更新する43歳11か月でのWBC女子世界王座奪取記録となった（2012年8月にミア・セント・ジョンに更新される）。
2012年3月17日、敵地メキシコでマリア・エレナ・ビラロボスに判定勝利して初防衛成功。
2013年4月20日、敵地パナマで元WBA王者シャンテル・マルティネス相手に判定勝利して2度目の防衛成功。
2014年9月6日、ジャッキー・ナバと対戦し、2-0で判定負けを喫し王座防衛に失敗した。
2015年10月29日、ニューヨーク市ブルックリン区のアビエイター・スポーツ・アンド・イベント・センターでクリスティーナ・マクマホンとWBC女子世界スーパーバンタム級王座決定戦を行い、10回3-0の判定勝ちを収め王座返り咲きに成功した。同時に48歳2ヶ月でそれまで女子ではミア・セント・ジョン、さらにバーナード・ホプキンスが持っていた男女通じた最高齢世界王座奪取記録を更新した。
2016年10月1日、ファトゥマ・ザリカ相手に初防衛戦を行うも1-2判定で敗れ初防衛に失敗。
2017年3月31日、ハイチ・ペシオン＝ヴィルにてLiliana Martinezに判定勝利で再起成功。
2018年3月10日、	デンマーク・ストルーアにてディナ・ソルスランドとのWBC女子世界スーパーバンタム級暫定王座決定戦に挑むが、0-3判定で敗れ50歳6ヶ月での暫定王座獲得ならず。
2019年3月25日、現役引退を表明。

## 戦績
- 34戦23勝(3KO)10敗1分

## 獲得タイトル
- IWBF世界フェザー級王座
- WIBF世界バンタム級暫定王座
- GBU世界バンタム級暫定王座
- WBC女子世界スーパーバンタム級王座